# 카를 슈타미츠

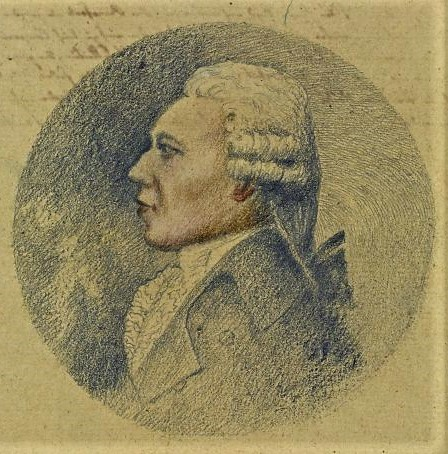

카를 필리프 슈타미츠 (Karl Philipp Stamitz, 1745년 5월 7일 ~ 1801년 11월 9일)는 체코-독일계의 작곡가이자, 바이올린, 비올라, 비올라 다모레 연주자였다. 그는 만하임 악파의 유력한 제2세대 음악가였다.
슈타미츠가 정확히 언제 태어났는지는 알 수 없으나, 1746년 5월 8일에 세례를 받았다. Das vy그는 만하임에서 태어나, 만하임 악파를 이룬 아버지 요한 슈타미츠에게서 음악을 배웠다. 그는 1762년부터 만하임의 오케스트라에서 연주 활동을 했으며, 1770년에 파리로 이사 가 바이올리니스트로 알려졌다. 파리에서 그는 노아유 공작(Duc de Noailles) 밑에서 궁정 작곡자 및 지휘자로 일했다. 그와 그의 동생 안톤 슈타미츠는 콩세르 스피리튀엘(Concert Spirituel)에서 고정 연주자였다.그는 1779 혹은 1780년에 헤이그로 가서 오렌지 공 빌렘의 궁정에서 바이올린을 연주했다. 1788년에서 1790년 사이 상당 기간 그는 여행을 했다. 말년에는 예나에서 카펠 마이스터로 있으면서 대학에서 가르쳤다. 1789년 전에 그는 마리아 요세파 필츠와 결혼하여 네 자녀를 두었으나 모두 어릴 때 죽었다.
슈타미츠는 50개가 넘는 교향곡과 실내악 작품 못지않게, 여러 악기를 위한 많은 협주곡을 남겼다. 그의 초기 교향곡은 만하임 오케스트라 시절 때 쓴 것이며, 마지막으로 알려진 그의 교향곡은 1791년작으로, 모차르트가 죽은 해였다. 그의 비올라 협주곡과 첫 현악4중주 작품은 1774년에 처음으로 출판되었다. 그는 두 개의 오페라, Der verliebte Vormond (1787)과 Dardanus (1780)를 썼는데, 모두 유실되었다.

## 작품 목록
- Symfonies concertante, Vienna Symphony Orchestra, Henry Swoboda, dir., Westminster, WL 50-17 (WL-17 A--WL-17 B), 1950.
- Four Quartets for Winds and Strings, Nonesuch Records, H-71125, c1966.
- Chamber music. Selections, Musical Heritage Society, MHS 1403, 1972.
- Carl Stamitz: Four Symphonies, London Mozart Players, Matthias Bamert, dir., Chandos Records, Chan 9358, 1995.